# Dalen (luchtvaart)

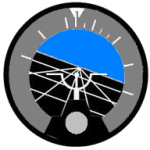
Voorbeeld van een kunstmatige horizon met een daling in een bocht naar links

Dalen is het deel van de vlucht van een luchtvaartuig of vogel waarbij er hoogte wordt verloren. Het is het tegendeel van klimmen. Dalen is een essentieel onderdeel van de landingsprocedure. Daarbij is een daling ook vaak nodig om ander luchtverkeer, slechte vliegomstandigheden (turbulentie, ijsvorming op de vleugels, slecht weer) en wolken (zie visual flight rules) te ontwijken, of om iets op de grond te kunnen zien, warmere lucht op te zoeken of, zeker in het geval van luchtballonnen, een andere windrichting op te zoeken.

## Snelle daling
Er kunnen zich noodsituaties voordoen die een snelle daling nodig maken naar 10.000 voet (3.000 meter), bijvoorbeeld bij een explosieve decompressie (zoals bij Aloha Airlines-vlucht 243, waarbij de druk in de drukcabine van het toestel volledig wegviel doordat er een groot stuk van de romp openscheurde).
Deze hoogte is veilige hoogte voor een vliegtuig zonder drukcabine omdat er dan voldoende zuurstof in de lucht aanwezig is voor een mens om te overleven.
Onvrijwillige daling kan het gevolg zijn van afname van liftkracht zoals door verlies aan vermogen, ijsafzetting op de vleugels, grotere luchtweerstand (drag) of door het vliegen in een neerwaartse luchtstroom in luchtzakken, valwinden of bij windshear.
Snelle dalingen geven een snelle toename van de luchtdruk in de cabine met daardoor druk op de trommelvliezen. Door slikken, geeuwen, kauwen of eventueel de Valsalva-manoeuvre (met kracht uitademen met gesloten mond en dichtgeknepen neus) kan het drukverschil worden opgeheven.

## Daling naar de landingsbaan

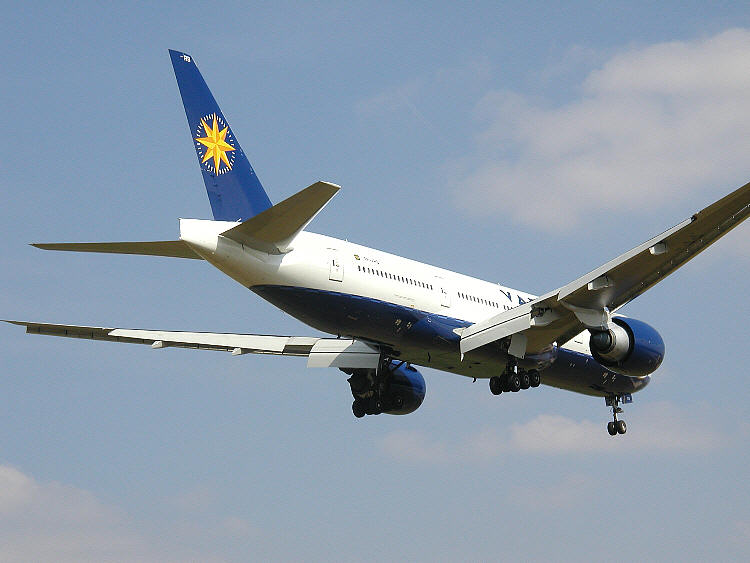
Boeing 777 tijdens de eindnadering

Normaal gesproken daalt een vliegtuig met een constante hoek richting landingsbaan, de eindnadering  ( Engels: final approach), met een daalhoek van 3 graden. De piloot controleert deze hoek door het variëren van het motorvermogen en de hoek van het toestel ten opzichte van horizontaal. Als hulpmiddel om met een constante daalhoek naar de landingsbaan te vliegen gebruikt de piloot bijvoorbeeld signalen van het Instrument landing system of  -als hij op zicht aanvliegt- de lichten van de Precision Approach Path Indicator. Als de uitlijning met de landingsbaan op grote afstand en hoogte begint spreekt men van een glijvluchtnadering.

## Daling in een helikopter
Helikopters waarbij de motor uitvalt vallen niet zomaar uit de lucht: in een manoeuvre die autorotatie wordt genoemd zorgt de piloot ervoor dat de rotorbladen zo worden ingesteld dat ze sneller draaien door de opwaartse luchtstroom. Op deze manier wordt de helikopter een autogiro. Vlak voor de landing zorgt de piloot er dan weer voor dat hij of zij het moment van de rotor weer gebruikt voor extra lift door opnieuw de bladen te draaien zodat er zacht geland kan worden.